# .mo
.moは国別コードトップレベルドメイン（ccTLD）の一つで、中華人民共和国の特別行政区マカオに割り当てられている。英語のつづりMacauにはoの文字が入らないが、中国語でのスペル'Macao'に基づいている。

## 第二レベルドメイン
登録は第二レベルに行われるが、第三レベルにも同じ名前をつける場合、第二レベルへも登録できる。
- .com.mo - 商業機関
- .edu.mo - 教育機関
- .gov.mo - 政府機関
- .net.mo - ネットワークサービスプロバイダ
- .org.mo - 非営利組織

## 国際化ccTLD
2015年、ICANNはMONICによる .澳门（簡体字）と .澳門（繁体字）の2つの国際化ccTLDの使用を承認した。